# Simion Cuțov
Simion Cuțov, född den 7 maj 1952, död 1993, var en rumänsk boxare som tog OS-silver i lättviktsboxning 1976 i Montréal. 